# Valeyres-sous-Montagny
Valeyres-sous-Montagny ist eine politische Gemeinde im Distrikt Jura-Nord vaudois des Kantons Waadt in der Schweiz.

## Geographie
Valeyres-sous-Montagny liegt auf 471 m ü. M., 3 km nordwestlich der Bezirkshauptstadt Yverdon-les-Bains (Luftlinie). Das Haufendorf erstreckt sich leicht erhöht am linken nördlichen Talhang der Brine, westlich des Neuenburgersees, im Waadtländer Mittelland.
Die Fläche des 2,3 km² grossen Gemeindegebiets umfasst einen Abschnitt des nördlichen Waadtländer Mittellandes am Jurafuss. Die südliche Grenze verläuft entlang des Flusslaufs der Brine. Von hier erstreckt sich der Gemeindeboden nordwärts auf die fruchtbaren Hochflächen am Fuss des Juras. Ganz im Westen umfasst das Gebiet den Wald Bois de Lily. Mit 533 m ü. M. wird östlich der Waldlichtung Mornens der höchste Punkt von Valeyres-sous-Montagny erreicht. Von der Gemeindefläche entfielen 1997 16 % auf Siedlungen, 22 % auf Wald und Gehölze und 62 % auf Landwirtschaft.
Zu Valeyres-sous-Montagny gehören ein neues Wohnquartier südöstlich des Ortes sowie einige Einzelhöfe. Die Nachbargemeinden von Valeyres-sous-Montagny sind im Süden Montagny-près-Yverdon, im Westen Champvent, im Nordwesten Orges, im Norden Giez und im Osten Grandson.

## Bevölkerung
Mit 703 Einwohnern (Stand 31. Dezember 2023) gehört Valeyres-sous-Montagny zu den kleineren Gemeinden des Kantons Waadt. Von den Bewohnern sind 93,8 % französischsprachig, 2,6 % deutschsprachig und 2,3 % italienischsprachig (Stand 2000). Die Bevölkerungszahl von Valeyres-sous-Montagny belief sich 1900 auf 189 Einwohner. Seit 1960 (197 Einwohner) wurde eine rasante Bevölkerungszunahme mit einer Verdreifachung der Einwohnerzahl innerhalb von 40 Jahren registriert.

## Wirtschaft
Valeyres-sous-Montagny war bis in die zweite Hälfte des 20. Jahrhunderts ein vorwiegend durch die Landwirtschaft geprägtes Dorf. Noch heute haben der Ackerbau und der Obstbau eine wichtige Bedeutung in der Erwerbsstruktur der Bevölkerung. An einem Südhang östlich des Dorfes befindet sich ein kleines Weinbaugebiet. Weitere Arbeitsplätze sind im lokalen Kleingewerbe (darunter in einer mechanischen Werkstatt) und im Dienstleistungssektor vorhanden. In den letzten Jahrzehnten hat sich Valeyres-sous-Montagny zu einer Wohngemeinde entwickelt. Zahlreiche Erwerbstätige sind deshalb Wegpendler, die vor allem im Raum Yverdon arbeiten.

## Verkehr
Die Gemeinde ist verkehrstechnisch recht gut erschlossen, obwohl sie abseits der grösseren Durchgangsstrassen an einer Verbindungsstrasse von Yverdon nach Orges liegt. Der Autobahnanschluss Yverdon-Ouest an der 1984 eröffneten A5 (Yverdon-Grandson) ist rund 2 km vom Ortskern entfernt. Am 27. November 1893 wurde die Schmalspurbahn Chemin de fer Yverdon - Ste-Croix mit einem Bahnhof in Valeyres-sous-Montagny in Betrieb genommen.

## Geschichte
Auf dem Gemeindegebiet wurde ein Gräberfeld aus dem Frühmittelalter entdeckt. Die erste urkundliche Erwähnung des Ortes erfolgte 1184 unter dem Namen de Valeres. Der Ortsname geht auf die römischen Geschlechts- respektive Personennamen Valerius und Valeria zurück und deutet auf Fundstücke aus der Römerzeit hin.
Seit dem 12. Jahrhundert teilte Valeyres-sous-Montagny die Geschicke der Herrschaft Montagny-le-Corbe, deren Burg sich auf dem Sporn südlich der Brine gerade gegenüber dem Dorf auf dem Gemeindegebiet von Montagny-près-Yverdon befand. Nach den Burgunderkriegen kam das Dorf 1476 unter die Verwaltung der Vogtei Grandson, die unter der gemeinen Herrschaft von Bern und Freiburg stand. Nach dem Zusammenbruch des Ancien Régime gehörte Valeyres-sous-Montagny von 1798 bis 1803 während der Helvetik zum Kanton Léman, der anschliessend mit der Inkraftsetzung der Mediationsverfassung im Kanton Waadt aufging. 1798 wurde es dem Bezirk Yverdon zugeteilt.

## Sehenswürdigkeiten
Im alten Ortskern sind einige stattliche Bauernhäuser aus dem 17. bis 19. Jahrhundert erhalten. Valeyres-sous-Montagny besitzt keine eigene Kirche, es gehört zur Pfarrei Montagny-près-Yverdon.

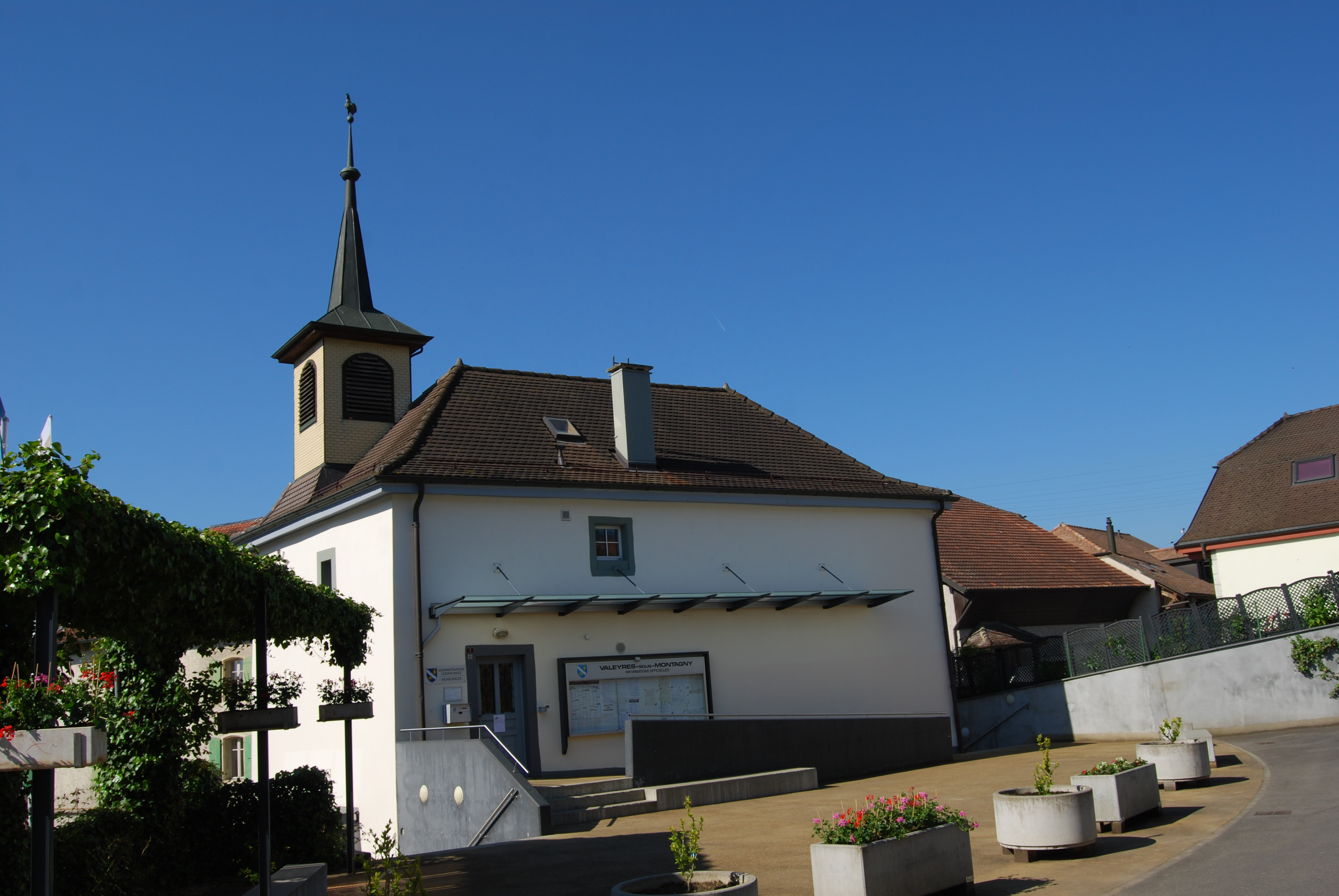
Gemeindehaus
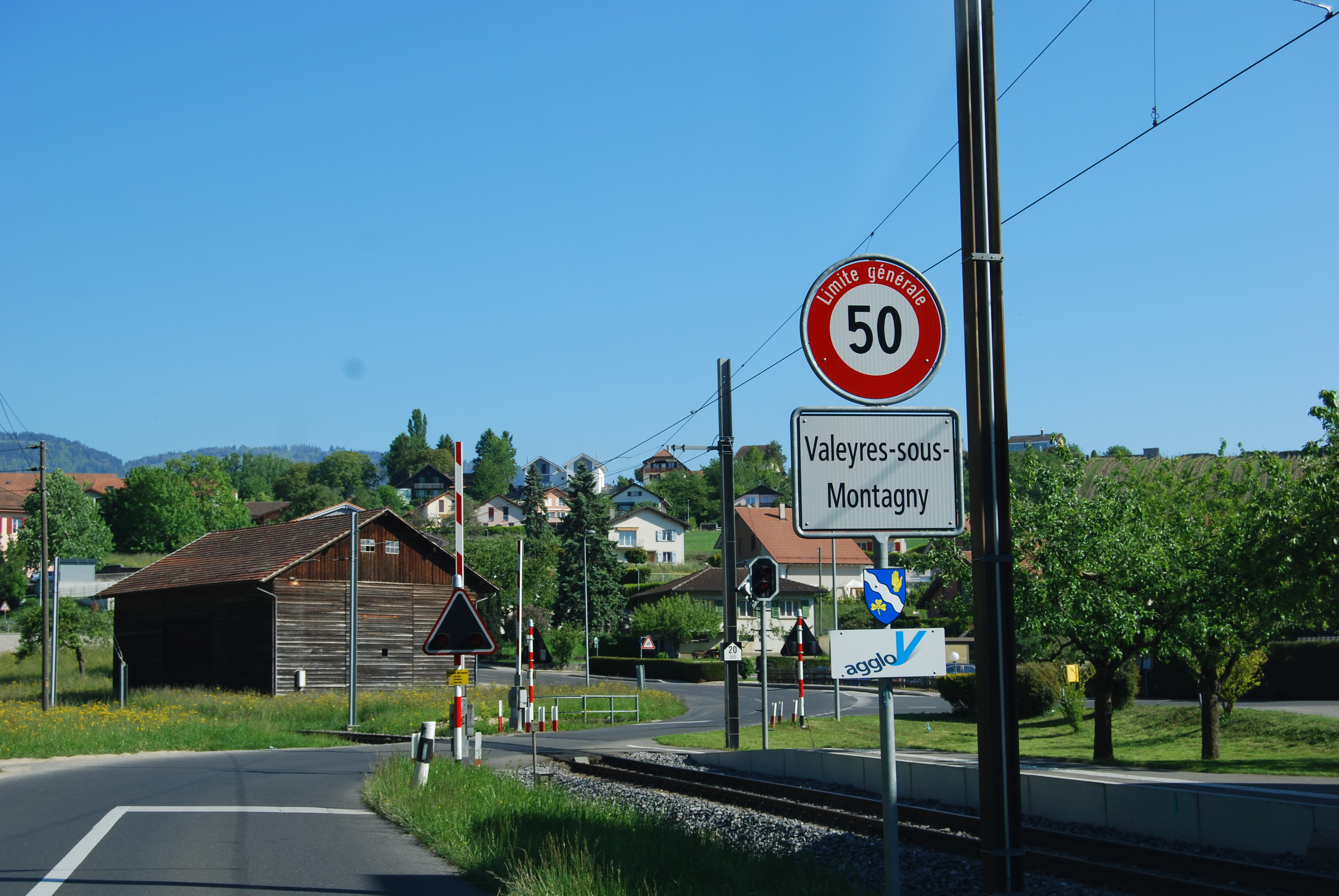
Ortseingang mit Bahnübergang
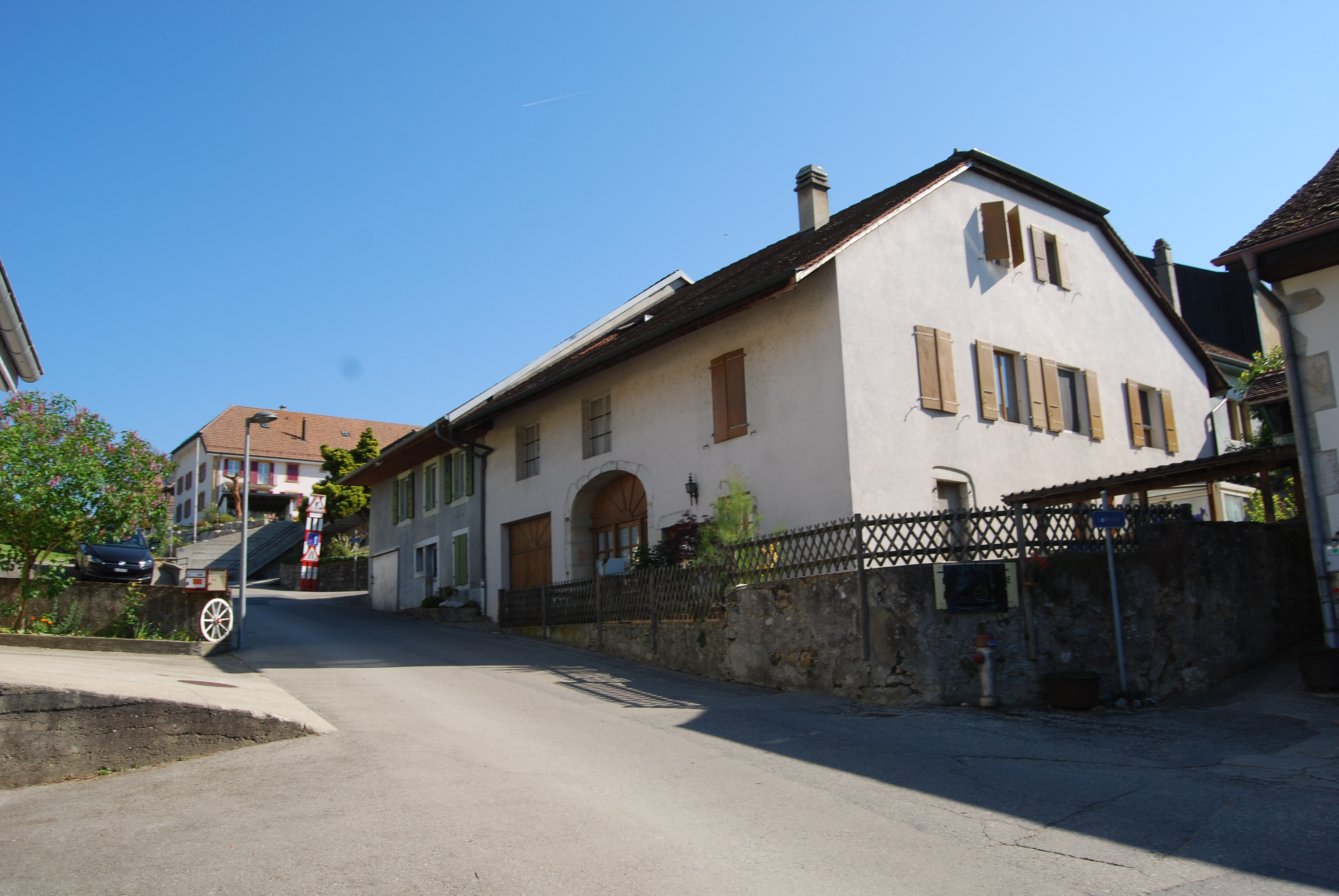
Bauernhaus im Ortszentrum
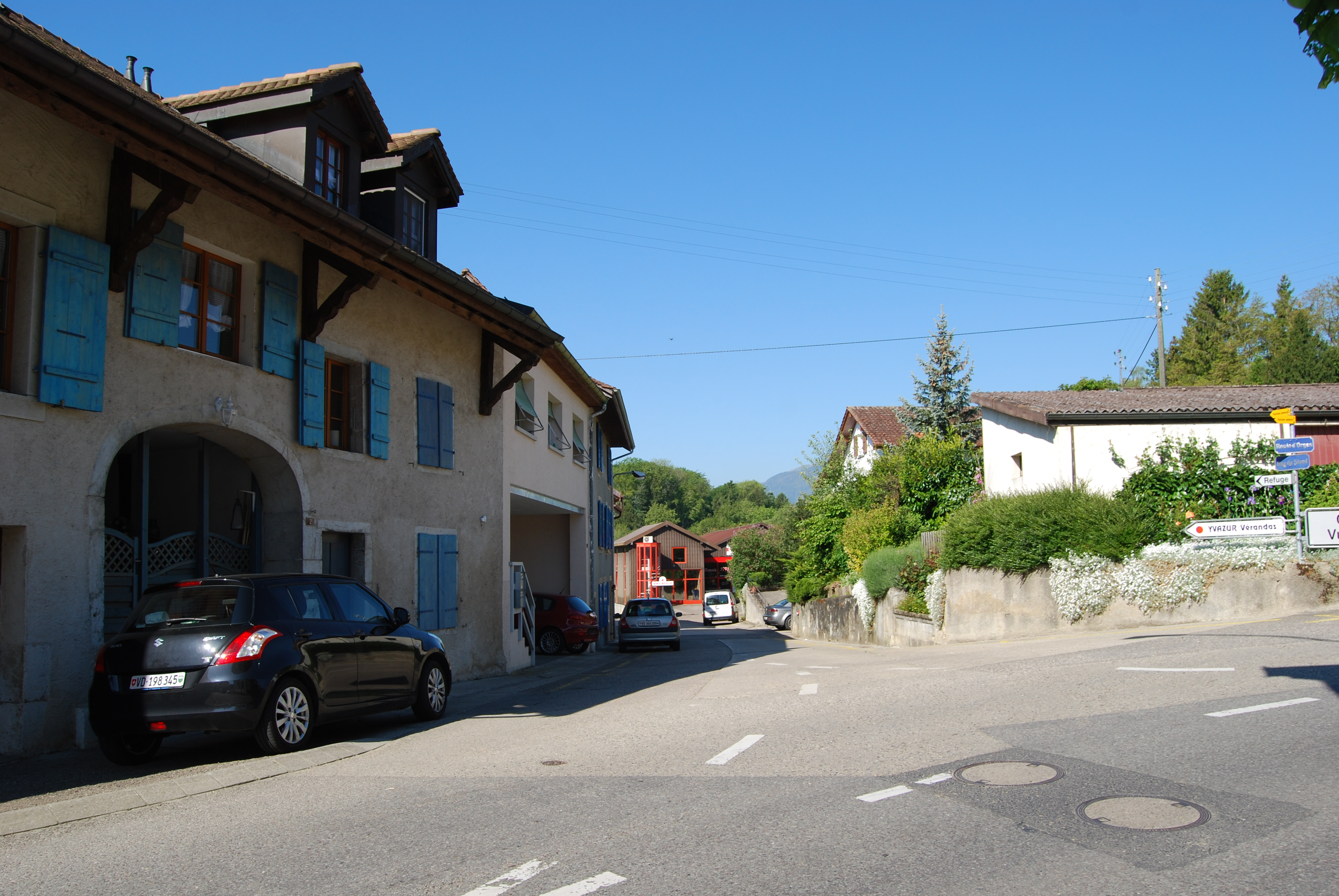
Hauptstrasse

## Persönlichkeiten
- Fernand Auberjonois (1910–2004), Journalist und Schriftsteller